# Česko-německý fond budoucnosti
Česko-německý fond budoucnosti (ČNFB) je nadační fond, který podporou společných česko-německých projektů přispívá k prohlubování vzájemného poznávání, přátelských vztahů a spolupráce mezi Čechy a Němci. Od zahájení své činnosti v roce 1998 rozdělil mezi více než 13 000 projektů částku bezmála 75 milionů EUR.

## Co a jak Fond budoucnosti podporuje
Česko-německý fond budoucnosti finančně přispívá na realizaci česko-německých aktivit v těchto oblastech:
- Mládež a školy
- Kultura
- Dialogy a vědecké projekty
- Publikace
- Renovace památek
- Sociální projekty a podpora menšin
- Partnerství obcí a zájmových sdružení
- Stipendia

### Podmínky podpory
Finanční podporu z prostředků Česko-německého fondu budoucnosti mohou žadatelé obdržet pro projekt, který realizují společně s německým (resp. českým) partnerem. Žadatelem či partnerem může případně být i jednotlivá osoba.
Projekt by neměl trvat déle než jeden rok. Výjimkou jsou projekty renovací památek, kde může realizace projektu být až dva roky. Fond nepodporuje projekty s komerčním zaměřením a nefinancuje výlučně provozní náklady institucí.
Příspěvek požadovaný z Fondu budoucnosti smí představovat maximálně 50 % celkových nákladů na projekt. Maximální výše podpory je vyhrazena projektům, které se vyznačují zvláštními partnerskými kvalitami a/nebo inovačním charakterem. Zbývající náklady je třeba hradit z vlastních a/nebo jiných zdrojů.
V případě mimořádných výzev nebo Tématu roku může podpora dosahovat až 70 % celkových nákladů. Další podrobnosti najdou zájemci na internetových stránkách fondu.

### Lhůty pro podání projektu
Uzávěrky přijímání žádostí jsou na konci každého čtvrtletí, tedy čtyřikrát do roka (kromě projektů  v oblasti Renovace památek a Stipendia, které mají vlastní uzávěrky). Žádost je nutné podat nejpozději tři měsíce před zahájením projektu. Bližší informace najdou zájemci na stránkách fondu. O podpoře aktivity dětí a mládeže je v některých případech možné rozhodnout ve zrychleném procesu (program Začínáme). Fond budoucnosti může také přispět na náklady spojené se společnou přípravou projektu (rovněž v rámci programu Začínáme).

### Téma roku
Každý rok se snaží Fond budoucnosti reagovat na současnou společenskou situaci v obou zemích. Až 70% celkových projektových nákladů mohou žadatelé získat na aktivity, které realizují v rámci tzv. Tématu roku.
Tématem roku 2023 "Jak se z toho nezbláznit – společně jsme silnější!" chce Fond více podpořit takové projekty, které přispívají k odolnosti jednotlivců i celé společnosti. 

## O Fondu budoucnosti
Česko-německý fond budoucnosti byl založen 29. prosince 1997 jako nadační fond v Praze. Jeho vznik byl zakotven v Česko-německé deklaraci z roku 1997, kde se obě země dohodly, že chtějí podporovat aktivity společného zájmu. Počáteční nadační jmění fondu činilo téměř 85 milionů eur.
V prvních deseti letech své existence převzal Česko-německý fond budoucnosti klíčovou roli při odškodňování českých obětí nacismu. V letech 1998-2008 jim bylo vyplaceno celkem 45 milionů eur z nadačního majetku. Vyplácení z tohoto programu je již uzavřeno.
Od roku 2000 do roku 2006 Fond budoucnosti administroval také vyplácení odškodnění českým obětem nuceného nasazení a dalšího nacistického bezpráví, a to ve spolupráci s německou spolkovou nadací Připomínka, odpovědnost a budoucnost (Erinnerung, Verantwortung, Zukunft, EVZ) a rakouskou nadací Smíření, mír a spolupráce (Fonds für Versöhnung, Frieden und Zusammenarbeit).
V současné době se Fond budoucnosti věnuje podpoře společných česko-německých projektů, které přivádějí dohromady lidi z obou zemí, umožňují jejich setkávání a prohlubují vzájemné poznávání a spolupráci. Kromě toho realizuje také některé vlastní aktivity. Ročně Fond budoucnosti rozdělí cca 92 milionů korun mezi cca 600 projektů.

## Význačné dlouhodobé projekty Fondu budoucnosti

### Česko-německé diskusní fórum
Česko-německé diskusní fórum je platforma, v jejímž rámci se pravidelně setkávají Češi a Němci a diskutují o aktuálních společenských tématech. Jejím cílem je podpora vzájemného dialogu a také zapojení nejrozmanitějších skupin obyvatelstva, které se zasazují o úzké a dobře fungující partnerství obou zemí. Vrcholem aktivit je každoročně výroční konference, jíž se účastní aktivní občané, politici, vědci, novináři a zástupci hospodářských sektorů z obou zemí.
Vznik diskusního fóra byl zakotven v Česko-německé deklaraci z roku 1997.

### Česko-německá novinářská cena
Česko-německou novinářskou cenu vypisuje Česko-německý fond budoucnosti ve spolupráci se Syndikátem novinářů ČR a Německým svazem novinářů (DJV). Ocenění je určeno novinářům a novinářkám, kteří o sousední zemi informují diferencovaně a bez stereotypů a přispívají tak k lepšímu porozumění mezi Čechy a Němci.
Cena je vyhlašována jednou ročně ve třech kategoriích – text, audio a multimédia (včetně TV). Udělena je nejlepšímu českému a nejlepšímu německému příspěvku v dané kategorii.
Zvláštní cenou Mileny Jesenské je nadto oceněn příspěvek, který se zvláště přínosným způsobem věnuje aktuálním tématům, jako např. občanská odvaha, tolerance či multikulturní porozumění.
Zvláštním oceněním za dlouhodobou vynikající novinářskou činnost jsou vyznamenáni novináři, novinářky či novinářské počiny, kteří dlouhodobě a zcela mimořádným způsobem vytvářejí hodnotné zpravodajství o sousední zemi a/nebo o společném soužití Čechů a Němců.

### Odškodnění českých obětí nacismu (již uzavřeno)
Prvním a nejdůležitějším úkolem v počátečních letech fungování Fondu budoucnosti bylo odškodňování českých obětí nacismu.
Projekt odškodnění (oficiálně projekt humanitární pomoci obětem nacionálně-socialistického násilí, tzv. sociální projekt) vypracovali představitelé přeživších obětí, sdružených v Českém svazu bojovníků za svobodu a Federaci židovských obcí. Tím bylo zaručeno, že způsob odškodnění bude odpovídat jejich skutečným potřebám. Projekt schválila správní rada Fondu budoucnosti na svém prvním zasedání.  
Skrze tuto pomoc získali oběti nejtvrdších represí (vězni nacistických koncentračních táborů, káznic nebo jiných vězeňských zařízení, ale také ti, kteří se před pronásledováním ukrývali v nelidských podmínkách) přímou finanční podporu. Platbu mohli obdržet občané České republiky či bývalí občané Československa jakékoliv národnosti s bydlištěm i mimo ČR, pokud do té doby nebyli odškodněni na základě německého zákonodárství.  
V souladu s Česko-německou deklarací bylo k tomuto účelu vyčleněno 90 milionů německých marek (tedy většina nadačních prostředků Fondu budoucnosti, které fond obdržel od obou vlád). Projekt odškodňování byl rozvržen na deset let. Po tuto dobu byla oprávněným osobám každoročně vyplácena částka, kterou mohly vynaložit podle svých potřeb a vlastního uvážení na zlepšení své sociální a zdravotní situace.
V roce 1998 obdrželo v rámci tzv. sociálního projektu první splátku více než 7 000 osob, poslední splátku si v roce 2007 převzalo 3 500 tehdy žijících obětí nacismu.

### Odškodnění českých nuceně nasazených (již uzavřeno)
Cesta k odškodnění nuceně nasazených za druhé světové války se otevřela v 90. letech 20. století. Impulsem byly v USA připravované hromadné žaloby vůči německým podnikům, které za války využívaly práci vězňů koncentračních táborů. Hrozba soudních procesů a rozsáhlá mediální, politická a hospodářská kampaň proti německým firmám v zámoří, spolu se vstřícnějším postojem nové německé vládní koalice, vedly v roce 1998 k započetí jednání o odškodnění otrockou prací postižených vězňů i civilních nuceně nasazených.
Do mezinárodních jednání se v letech 1999–2000 zapojila i Česká republika. Z celkové částky 10 miliard DM, které německý stát a německé firmy vložily do nově vzniklé spolkové nadace „Připomínka, odpovědnost a budoucnost“, bylo pro oběti z České republiky vyčleněno 423 milionů DM. Tyto prostředky měly být v první řadě rozděleny mezi oběti otrocké a nucené práce, za určitých podmínek však mohla být platba poskytnuta také jiným skupinám postižených. V České republice se tak odškodnění dočkali například perzekvovaní příbuzní zavražděných obětí rasového a politického teroru, pronásledovaní Romové nebo ukrývané osoby.
Česko-německý fond budoucnosti se stal partnerskou organizací nadace „Připomínka, odpovědnost a budoucnost“. V roce 2000 založil specializované pracoviště, tzv. Kancelář pro oběti nacismu, která administrovala vyplácení odškodnění v České republice. Mezi lety 2001–2006 provedl Fond budoucnosti odškodnění 75 769 žadatelů (z celkových 110 624 žádostí), kteří pracovali na území Německa, a dále zpracoval 11 798 žádostí osob, jež byly vězněny, nuceně nasazeny nebo utrpěly jinou újmu na území dnešního Rakouska, a poskytl na jejich základě platbu 10 964 žadatelům (dělo se tak z pověření České rady pro oběti nacismu - partnerské organizace rakouského fondu „Smíření, mír a spolupráce“).
Celkově bylo v rakouském i německém odškodňovacím programu vyplaceno 8 miliard Kč (na základě 86 925 žádostí).

## Další aktivity
Fond se roku 2022 podílel na rozmístění poesiomatů v českém pohraničí ve Šitboři, Vrchní Orlici, Prášilech, Horní Polici, Olešné, Skocích a na kalvárii u Ostré.